# 平和党 (イギリス)
平和党（へいわとう、英語: Peace Party）は、平和主義と環境主義の立場を標榜するイギリスの小政党。

## 沿革
平和党は、1996年に、ロンドン近郊のサリー州ギルフォード (Guildford) の活動家たちによって、（英語では現在の党名とやや異なる） Pacifist Party として結成された。2001年には、選挙委員会に「The Peace Party - Non-violence, Justice, Environment"（平和党 - 非暴力、正義、環境）」として登録を行なった。
平和党は、ジョン・モリス (John Morris) という候補者を、 1997年と2001年の総選挙においてギルフォード選挙区 (Guildford constituency) で擁立し、2005年総選挙では2人を擁立し、モリスのほかに、もうひとりキャロライン・オライリー (Caroline O'Reilly) がブライトンブライトン・ケンプタウン選挙区 (Brighton Kemptown) で立候補した。2004年欧州議会議員選挙では、南東イングランド選挙区に9人の候補者を立て、12,572票を得た。これは投票総数の0.6%に相当し、候補者を出した政党のなかには、これより得票が少なかった政党が3つあった。平和党は、ギルフォードのほか、ケント州ダートフォード (Dartford) やウェスト・サセックス州ホーシャム (Horsham) などで、数多くの地方選挙に候補者を立てている。
平和党は、2010年総選挙では3人を擁立し、合わせて737票を得た。
2012年11月、初めて平和党所属の市議会議員が誕生した。ブラッドフォードの市議会議員だったイムダード・フサイン (Imdad Hussain) が、企業の役員であることを申告していなかったために労働党からの資格を停止され、平和党に加わったのである。フサインは、2012年ミドルズバラ選挙区補欠選挙 (Middlesbrough by-election, 2012) に出馬し、（最下位で落選したものの）獲得した1060票は、保守党候補と僅か3票差と肉薄した。

## 政策
平和党の政策一覧は、党のウェブサイトの「Policies」のページで見ることができる。より詳しくは、「Downloads」に「Peace Party Charter, Second Edition, 2012」がある。